# 卢汉斯凯 (卡利米乌斯凯区)
卢汉斯凯（烏克蘭語：Луганське），是烏克蘭東部頓涅茨克州卡利米烏斯凱區多库恰耶夫斯克市镇内的村落。距離馬林卡17公里，海拔高度231米，2001年該村落人口1,489。